# Кашинка (река)
Ка́шинка — река в Тверской области России, левый приток Волги.
Длина реки — 128 км, площадь водосборного бассейна — 661 км². Исток находится близ села Болдеева Кесовогорского района Тверской области. На реке расположен посёлок Кесова Гора и город Кашин. Крупнейшие притоки — Вонжа, Кисть.
Долина реки слабо врезана, узкая в верховьях, расширяется в среднем течении. Ширина поймы 100—150 м, глубина 1—2 м. В верхнем течении ширина русла 5—10 метров, перед Кашином увеличивается до 30—50 метров. В нижнем течении, из-за подпора Угличского водохранилища на Волге, ширина достигает 500—800 м. Течение слабое, во второй половине лета река сильно зарастает.
Вскрывается в середине апреля, ледостав в конце ноября. Средний годовой расход воды 4,5 м³/сек.
До конца 1990-х годов была судоходна на протяжении 19 км — от города Кашина до устья, от устья (прист. Кашинка) до г. Кашин ходил рейсовый теплоход типа "Москвич". С начала 2000-х годов судоходство прекращено, судовая обстановка (бакены) не выставляется.
Основные виды рыб: окунь, плотва, лещ, щука, судак, уклейка, линь, карась, густера. Рыболовная нагрузка большая из-за возросшего числа случаев браконьерства (ловля сетями).

## Список рек бассейна Кашинки
Систематический перечень рек бассейна. Формирование перечня проходило по принципу: река — приток реки — приток притока и так далее. Порядок притоков отсчитывается от истока к устью. Включены все притоки, именованные на топокартах масштаба 1:10000, указаны листы карты на которых показаны реки

→ Левый приток

← Правый приток
- → Костишка O-37-87
- ← Деньковский O-37-87
- ← Жуковский O-37-87
  - ← Ушаковский O-37-87
    - → Чёрный O-37-87
- ← Сташинка O-37-87
- ← Печмера O-37-88
- ← Маслятка O-37-88
- → Вонжа O-37-88
- ← Кисть O-37-100
- ← Пуда O-37-100